# Часівоярський автобусний завод
Часівоярський ремонтний завод (м. Часів Яр, Донецька область) — підприємство машинобудівної галузі України, створене у 1958 році. Спеціалізується на випуску автобусів малого класу під торговельною маркою РУТА.
На підприємстві серійно вироблялися[коли?] 5 моделей (3 моделі на шасі „Газель“, 2 — на шасі „Валдай“).

## Історія заводу
Завод був заснований в 1958 році. Основною діяльністю підприємства став капітальний ремонт автомобілів ГАЗ та ЗІЛ. З 1980-х років завод почав випуск вахтових автобусів ТС-3966 на шасі ГАЗ-53А і пересувних диспетчерських пунктів на шасі УАЗ-3303.
На початку 1990-х років попит на продукцію підприємства різко знизився, і завод почав пошук предмета виробництва, який би дозволив зберегти виробничі потужності. З 1994 року підприємство співпрацює з корпорацією „АІС“, зокрема, з виробництва автобусів на шасі ГАЗ-33021 „Газель“. В 1995 році підприємство освоїло виробництво автомобілів швидкої допомоги на базі ГАЗ-3302. Одночасно було розпочато випуск мікроавтобусів СПВ-15, а також вантажопасажирських фургонів і спецавтомобілів на їх базі. З цього часу основною продукцією підприємства стали автобуси малої та особливо малої місткості. До початку 2000-х років було розроблено і поставлено на конвеєр широкий спектр автобусів на шасі ГАЗ-3302. Модифікації відрізняються числом пасажирських місць, компонуваннями салонів і комплектацією.
В 2003 р. завод отримав дозвіл від ГАЗу на подовження шасі „Газелі“, що дозволило значно розширити модельний ряд продукції, що випускалася. У цей же період часівоярські автобуси отримали нову назву — „Рута“.
У 2007 році співпраця між корпорацією „АІС“ і Часовоярським ремонтним заводом поширилася ще на одну „ГАЗівську“ модель. У червні 2007 року на підприємство була відвантажена перша пробна партія шасі для міських автобусів малої місткості Рута 43 та приміських автобусів Рута 44. Після вдалого старту був укладений договір, згідно з яким „АІС“ щомісячно зобов'язався поставляти для виготовлення автобусів „Рута“ 10-15 шасі моделі ГАЗ-33104 „Валдай“. За словами керівництва заводу, покупці відзначають низку переваг автобусів на шасі „Валдай“ — це потужніший двигун, ефективні гальма, доступність запчастин, проста конструкція. З 2007 р. модельний ряд автобусів заводу поповнився автобусами малої місткості Рута 43 для міських перевезень і Рута 44 для приміських на шасі вантажного автомобіля „ГАЗ-3310 Валдай“. У 2009 році їх замінила нова модель Рута 37 на тому ж шасі „ГАЗ-3310 Валдай“.
У 2010 р. завод представив автобуси Рута 35 TA Турист та Рута 41 TA на шасі TATA LPT-613. У 2011 р. почалися продажі автобусів „Рута“ на шасі „ГАЗель-Бізнес“. У 2014 р. почалися продажі автобусів „Рута“ на шасі „ГАЗель-Next“.
У червні 2017 року завод випустив перший 24-місний автобус на шасі Ford Transit під назвою Рута 25F.
Міський автобус „Рута“ має 24 + 1 посадкових місць, двоє автоматичних дверей і салон з високим дахом, де можна стояти на повний зріст. Кузов „Рута-Ford“ виконаний за каркасною технологією, має вклеєні вікна і обладнаний додатковим обігрівачем.
Автобус на базі Ford Transit завод розробляв вже давноШаблон:Як?, але каталізатором став указ Президента України про введення санкцій відносно ряду підприємств з Росії. В списку санкцій потрапив і російський» ГАЗ, на агрегатах якого часівʼярське підприємство будувало автобуси понад 20 років.
2018 року завод випустив перший 44-місний автобус на шасі Iveco Daily під назвою Рута 44С.
З 2007 по 2016 роки завод виготовив 5194 одиниці автобусів.
|  |  |  |  |  |  |  |

| Роки випуску                  | 2007 | 2008 | 2009 | 2010 | 2011 | 2012 | 2013 | 2014 | 2015 | 2016 | 2017 | 2018 |
| ----------------------------- | ---- | ---- | ---- | ---- | ---- | ---- | ---- | ---- | ---- | ---- | ---- | ---- |
| Кількість випущених автобусів | 1325 | 1623 | 432  | 319  | 551  | 248  | 316  | 169  | 174  | 37   | 90   | 107  |

## Продукція
У різні роки Часівоярський ремонтний завод випускав наступні моделі автомобілів і автобусів:
- Вахтові автобуси ТС-3966 на шасі автомобіля  ГАЗ-53А (Фото);
- Пересувні диспетчерські пункти на шасі автомобіля УАЗ-3303;
- Автобус особливо малої місткості СПВ-15 (Фото);
- Вантажні та вантажопасажирські фургони на базі СПВ-15 (Фото);
- Спеціальні автомобілі на базі СПВ-15 (Фото);
- Автобус особливо малої місткості СПВ-16 (Фото);
- Автобус малої місткості СПВ-17 (Фото);
- Автобус особливо малої місткості Рута-А048 (Фото);
- Промтоварний ізотермічний вантажопасажирський фургон Рута-15 (Фото);
- Автобус малої місткості Рута-18 (Фото);
- Автобус малої місткості Рута-19 (Фото [Архівовано 26 жовтня 2014 у Wayback Machine.]);
- Автобус малої місткості Рута-20 (Фото);
- Автобус малої місткості Рута-22 (Фото);
- Автобус малої місткості Рута-23 (Фото [Архівовано 11 березня 2016 у Wayback Machine.]);
- Автобус малої місткості Рута-25 (Фото [Архівовано 5 березня 2016 у Wayback Machine.]);
- Автобус малої місткості Рута-35 TA Турист (Фото);
- Автобус малої місткості Рута-37 (Фото [Архівовано 5 березня 2016 у Wayback Machine.]);
- Автобус малої місткості Рута-41 TA (Фото [Архівовано 9 березня 2016 у Wayback Machine.]);
- Автобус малої місткості Рута-43 (Фото);
- Автобус малої місткості Рута-44 (Фото [Архівовано 16 квітня 2012 у Wayback Machine.]).